# Reprezentacja Cypru w koszykówce kobiet
Reprezentacja Cypru w koszykówce kobiet - drużyna, która reprezentuje Cypr w koszykówce kobiet. Za jej funkcjonowanie odpowiedzialny jest Cypryjski Związek Koszykówki.